# Chemiczne i radiacyjne zespoły awaryjne
Chemiczne i radiacyjne zespoły awaryjne – zespoły wydzielone z wojsk chemicznych przeznaczone do rozpoznawania i usuwania skutków awarii chemicznych oraz wypadków radiacyjnych na terenie jednostek wojskowych i działania wojsk. Są odpowiednikiem wojskowym specjalistycznych grup ratownictwa chemiczno-ekologicznego działających w Państwowej Straży Pożarnej.
Mogą współpracować lub być użyte do udzielania pomocy innym oddziałom ratowniczym w likwidacji skutków awarii obiektów z toksycznymi lub promieniotwórczymi środkami przemysłowymi, w zakładach przemysłowych oraz na szlakach komunikacyjnych.